# Họ Cá chình răng cưa
Họ Cá chình răng cưa (tên khoa học: Serrivomeridae) là một họ cá chình được tìm thấy được tìm thấy ở vùng biển ôn đới và nhiệt đới trên toàn thế giới.
Họ Cá chình răng cưa có tên gọi như vậy là do sự sắp xếp răng hướng nội xiên gắn liền với xương lá mía trong vòm miệng. Họ này là cá biển sâu.

## Các chi
11 loài được tìm thấy trong 2 chi sau:
- Họ Serrivomeridae
  - Chi Serrivomer: 10 loài
  - Chi Stemonidium: 1 loài (Stemonidium hypomelas)

## Hình ảnh

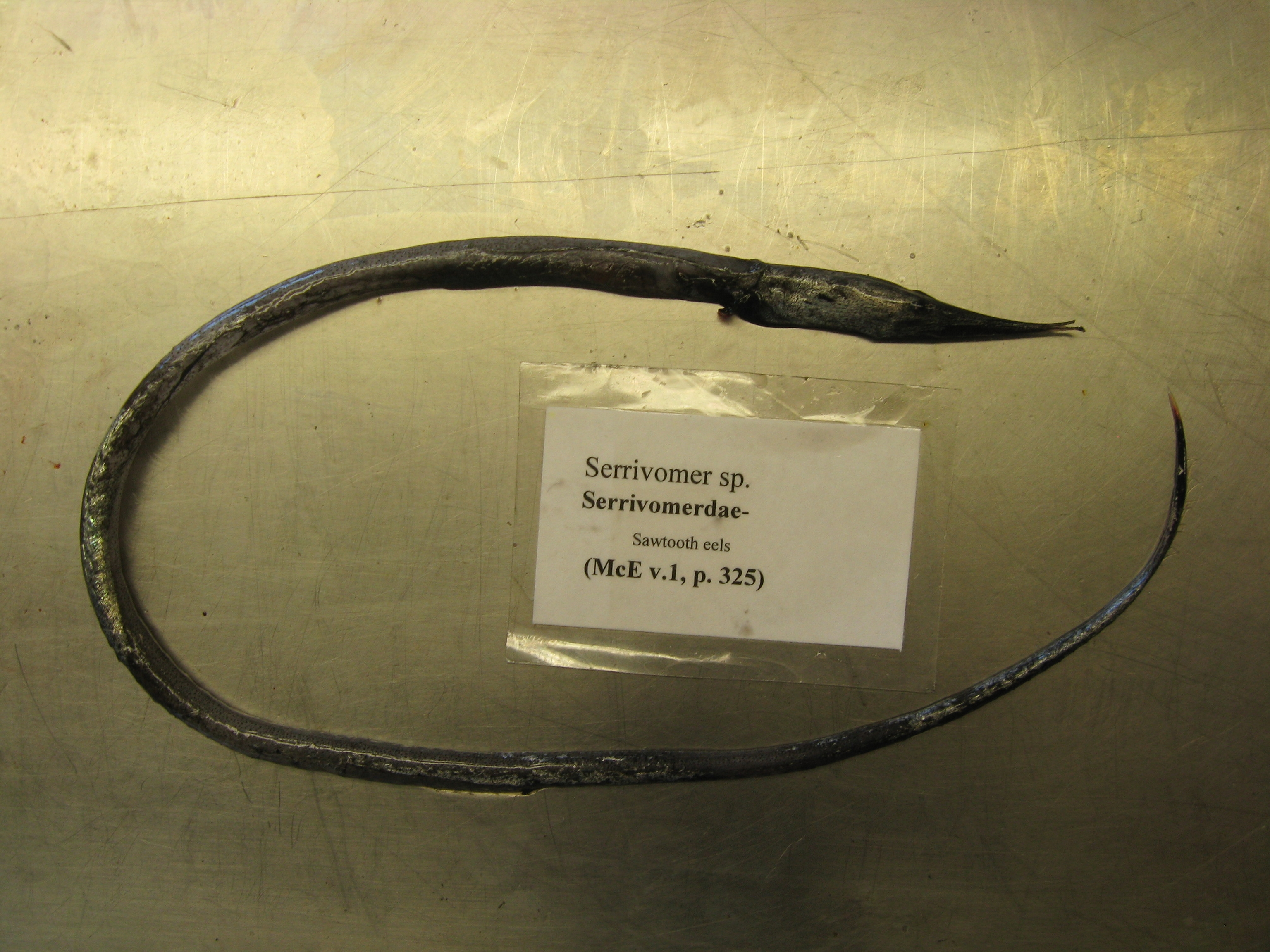
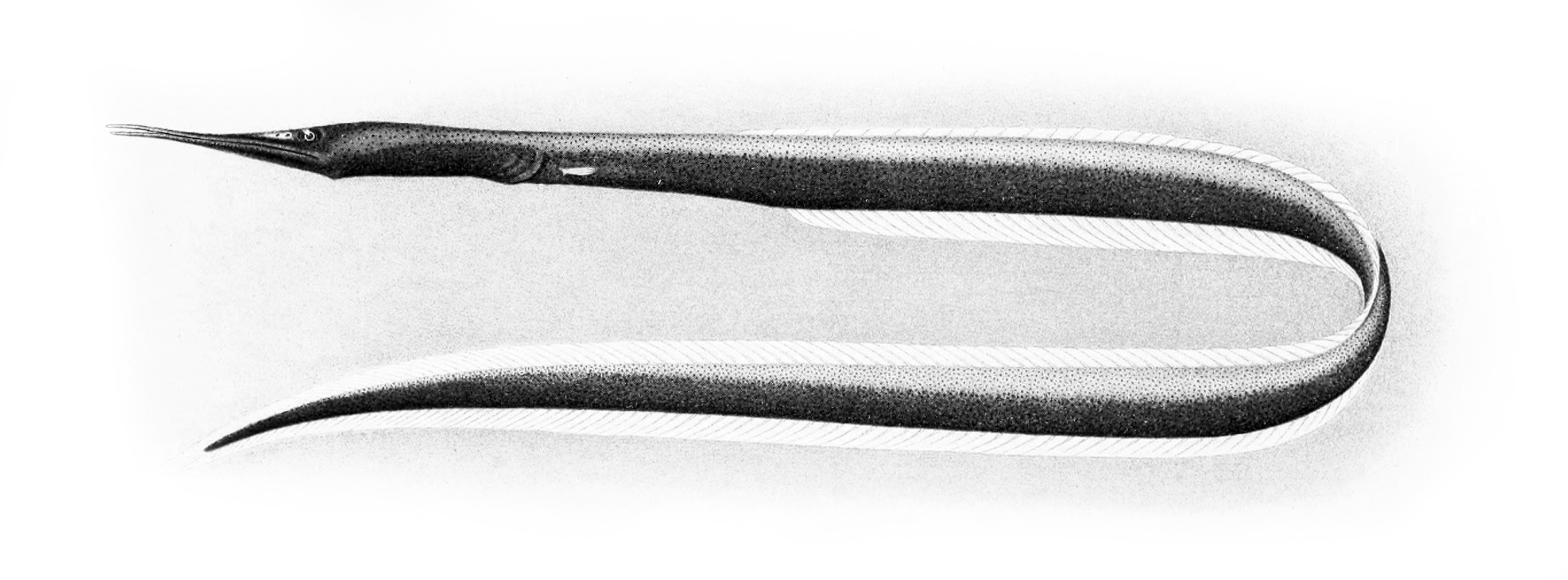
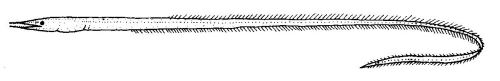